# Lajim Ukin
Lajim Ukin (Sabah, 15 juin 1955 – Beaufort (Malaisie), 29 août 2021) est un homme politique malais.

## Biographie
Lajim Ukin est député de la circonscription de Beaufort à Sabah de 2008 à 2013, vice-ministre des Transports de 2008 à 2009, et vice-ministre du Logement et de l'Administration locale de 2009 à 2012 ; dans le gouvernement fédéral de coalition Barisan Nasional (BN). Lajim est auparavant vice-ministre en chef de Sabah pendant trois mandats à partir de 1999. 
Il est également chef de l'opposition à l'Assemblée législative de l'État de Sabah (2013-2016). Lajim est membre du Parti indigène uni de Malaisie(BERSATU) membre du conseil suprême et également président exécutif d'Amanah Ikhtiar Malaysia (AIM) au moment de son décès en 2021 du Covid-19.